# Nederlands kampioenschap 10 km 2016
Het Nederlands kampioenschap 10 km 2016 vond plaats op 14 februari 2016. Het was de negende keer dat de Atletiekunie een wedstrijd organiseerde met als inzet de nationale titel op de 10 km. De wedstrijd vond plaats in Schoorl tijdens de Groet uit Schoorl Run.
Het parcours was deze editie 133 meter te lang, waardoor de gelopen tijden niet met andere edities zijn te vergelijken.
Nederlands kampioen 10 km bij de mannen werd Michel Butter en bij de vrouwen won Elizeba Cherono de titel.

## Uitslagen

### Mannen
| Rang   | Atleet             | Vereniging    | Tijd  |
| ------ | ------------------ | ------------- | ----- |
| Goud   | Michel Butter      | AVC           | 29.44 |
| Zilver | Khalid Choukoud    | Haag Atletiek | 29.47 |
| Brons  | Ronald Schröer     | AV Zaanland   | 30.25 |
| 4      | Bart van Nunen     | AV Passaat    | 30.26 |
| 5      | Patrick Stitzinger | AV Pegasus    | 30.27 |
| 6      | Tom Wiggers        | AV Haarlem    | 30.28 |
| 7      | Koen Raymaekers    | Hellas        | 30.32 |
| 8      | Edwin de Vries     | AV Almere     | 30.38 |
| 9      | Mike Teekens       | ARV Achilles  | 30.40 |
| 10     | Tom Koetsenruiter  | THOR          | 30.40 |

### Vrouwen
| Rang   | Atleet               | Vereniging             | Tijd  |
| ------ | -------------------- | ---------------------- | ----- |
| Goud   | Elizeba Cherono      | THOR                   | 34.02 |
| Zilver | Jamie van Lieshout   | Cifla                  | 34.10 |
| Brons  | Ruth van der Meijden | AV Cifla               | 34.26 |
| 4      | Irene van Lieshout   | AV Cifla               | 34.34 |
| 5      | Kim Dillen           | Eindhoven Atletiek     | 34.47 |
| 6      | Mariska Dute         | Loopgroep PK           | 35.01 |
| 7      | Manon Kruiver        | AV NOVA                | 35.04 |
| 8      | Yasmin Hillebrink    | Loopgroep Aart Stigter | 35.33 |
| 9      | Inge de Jong         | AV Trias               | 35.33 |
| 10     | Marije te Raa        | AAC                    | 36.04 |

1999 ·
2005 ·
2006 ·
2007 ·
2008 ·
2009 ·
2010 ·
2011 ·
2012 ·
2013 ·
2014 ·
2015 ·
2016 ·
2017 ·
2018 ·
2019 ·
2021 ·
2022 ·
2023